# ブリストル ブレニム
ブレニム
飛行するブレニム Mk.I L1295号機
(1938年撮影)
- 用途：爆撃機、戦闘機、夜間戦闘機、哨戒機
- 分類：軽爆撃機
- 設計者：フランク・ソウター・バーンウェル
- 製造者：ブリストル飛行機社
- 運用者

  -  イギリス空軍
  -  カナダ空軍
  -  フィンランド空軍
  -  ユーゴスラビア空軍
  -  クロアチア独立国空軍
- 初飛行：1935年4月12日
- 生産数：4,422機
- 生産開始：1935年9月
- 運用開始：1937年3月10日
- 退役
- 1944年（イギリス）
- 1958年（フィンランド）
- 運用状況：退役
- 派生型：ボーリングブローク

ブレニム（Bristol Blenheim ）は、ブリストル社が開発し、第二次世界大戦初期にイギリス空軍で運用された双発軽爆撃機。
名称の「ブレニム (Blenheim)」は、ドイツの地名ブリントハイムの英語圏における呼称である。ブレニムはドイツ語ではブレンハイムと読まれる。

## 概要
ブレニムの原型機は高速旅客機として開発されたブリストル142で、1935年に初飛行した。この機体は、全金属製、単葉、引込脚という近代的な構造の上、当時のイギリスのどの戦闘機よりも高速であった。イギリス空軍は、ブリストル142をベースにした爆撃機の開発をブリストル社に指示し、試作機無しにブレニム Mk. Iとして採用した。最初の量産機が部隊に配備されたのは、1936年末である。
第二次世界大戦開戦時には、イギリス空軍の主力軽爆撃機として、主に地中海、アフリカ方面に配備されていた。大戦時には戦闘機に対する速度的な優位さはなく、また防御武装が貧弱であったため損害が増大したが、軽快な運動性を生かして後継機であるダグラス ボストンやデ・ハビランド モスキートが配備されるまで、各戦線で活躍した。また、爆撃機としてだけでなく重戦闘機、夜間戦闘機、偵察哨戒機としても使用された。
カナダでライセンス生産されたボーリングブローク 626機を含め、約5,000機が生産された。また、フィンランド、ユーゴスラビア、トルコ等にも輸出された。

## 開発
原型機となったブリストル142は、イギリスの新聞王だったロザーミア卿が欧州一速い旅客機をブリストル社に発注したことにより開発された。試作機は1935年4月に初飛行し、抜群の性能を示した。特に速度性能は当時としては驚異的なもので、テスト飛行中に498 km/hを記録した。この機体は「ブリテン・ファースト」と名づけられた。ロザーミア卿はこれを空軍に寄贈し、空軍ではブリストル社と協議した結果本機を爆撃機として採用し、1935年8月に150機の発注を行った。

## 運用
最初の型であるMk. Iは1936年末から部隊配備が開始され、1937年末には16個の飛行隊に配備された。そして、1938年から順次海外に送られ、第二次世界大戦開戦時には大半のMk. Iが地中海・アフリカ方面に配備されていた。1938年9月にはMk. Iを重戦闘機（長距離型）に改修したブレニム Mk. IVが部隊に引き渡され、1939年ごろにはイギリス本国の沿岸軍団に7個飛行隊が配備された。
しかし、1939年になった頃には速度的な優位性は薄れ、爆弾搭載量の少なさ、貧弱な防御武装など欠点が目立ってきた。そこで、ブレニム Mk. IVが開発された。胴体前面が Mk.Ⅰと異なり、全長も長い。Mk.Ⅰは密閉式コックピットであったが、Mk.IVには風防ガラスが付き、航法士兼爆撃手を収容するために、機首が改修された。
Mk.IVはエンジンも異なり、920hpのマーキュリーXV型2基である。航続距離を増すため、主翼内に燃料タンクを増設した。さらに、機関銃5丁を装備し、搭載爆弾は600㎏に増加した。多くのブレニム Mk.IV はカナダでライセンス生産された。
Mk. IFはブローニング 7.7 mm 機関銃4門を収めたガン・パックとレーダーを装備した夜間戦闘機に転用され、バトル・オブ・ブリテンに参加した。1940年6月にはドイツ爆撃機による夜間空襲で接敵できることを証明し、7月には撃墜にも成功した。Mk. IVは第二次世界大戦開戦時に爆撃機型と戦闘機型が10個の飛行隊に配備されていた。その後、ヨーロッパ、地中海、アフリカ、アジアの各戦線に配備され、様々な任務に就いた。

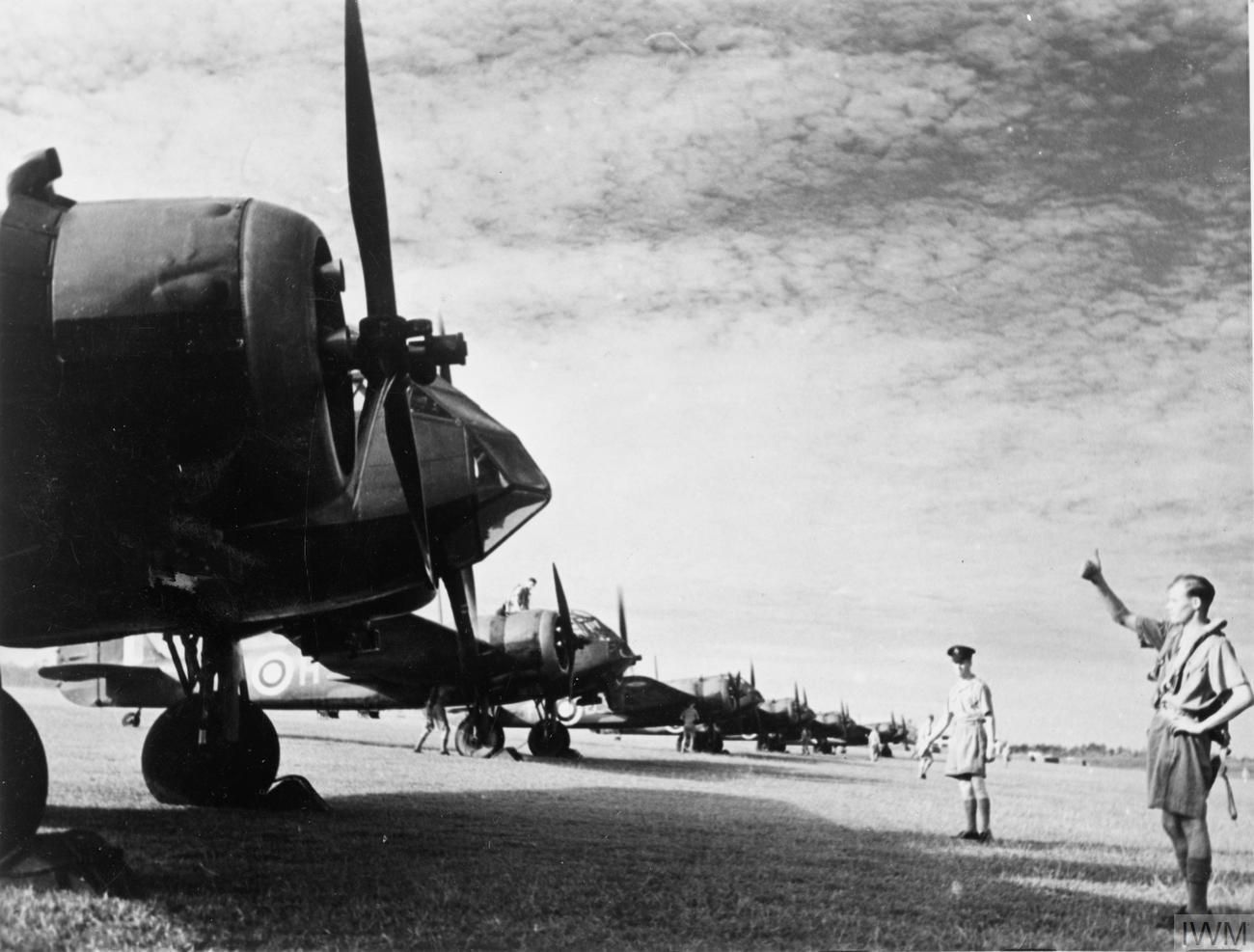
植民地のシンガポールに配備されたブレニム Mk I

ブレニムは、第二次世界大戦時に初めてドイツの領空内で活動（偵察飛行）を行った機体だった。また、イギリス空軍の爆撃隊による最初のドイツ艦隊攻撃に参加した。極東戦線の緒戦（南方作戦）では、その多くが日本軍機に撃墜・地上撃破された上に、マレー作戦では数機が鹵獲されたものの、本機が胴体上部に装備した銃塔は、当時まだ対爆撃機戦に不慣れであった日本軍戦闘機に対しては大変有効であり、加藤隼戦闘隊こと飛行第64戦隊を率いていた加藤建夫中佐搭乗の一式戦闘機「隼」を撃墜したことでも知られている。
ヨーロッパ戦線では1942年8月に、後継機である、ダグラス ボストンやデ・ハビランド モスキートと交代した。日本軍と対峙したインド・ビルマ戦線では、1943年10月まで使用されていた。 
比較的小型の爆撃機ではあるが、その運動性や航続性能から大規模な作戦にも投入された。顕著なのが1942年に行われたブレーメンに対する1,000機爆撃で、この作戦には予備機含め1067機が投入されウェリントン472機、ハリファックス124機、ランカスター96機、スターリング69機、ハムデン50機、ホイットレー50機、ボストン24機、マンチェスター10機、モスキート10機が加えられブレニムは51機が出撃している。なお、他にも空軍沿岸警備隊のハドソン50機、空軍内の陸軍司令部が装備するウェリントン52機も追加された。その中でブレニムはブレーメンにある航空機製造工場や潜水艦のエンジンの生産ラインを爆撃している。

## 運用国
- イギリス
- カナダ
- オーストラリア
- ニュージーランド
- フランス
- 南アフリカ連邦
- クロアチア独立国
- フィンランド
- ギリシャ王国
- ポルトガル
- ルーマニア王国
- トルコ
- ユーゴスラビア王国

日本軍も完全な状態の機体を数機鹵獲したが、性能に劣ることもあり作戦活動には使用しなかった。

## 各種型式・諸元

### Mk. I
原型機ブリストル142の主翼を中翼にし、胴体に爆弾倉、背面に全周射界を持つ、ボールトンポール社製の7.7mm連装機銃塔を設けた。武装したことにより重量が増加し、原型機程の高速性能は得られなかった。後の型に比べ機首が短い。胴体下面に操縦手が用いる固定機銃を追加装備した機体もあった。また、夜間戦闘用のレーダーのテスト用にも使用された。
- 乗員: 3名
- 全幅: 17.17 m
- 全長: 12.12 m
- 全高: 2.99m
- 機体重量: 5670 kg

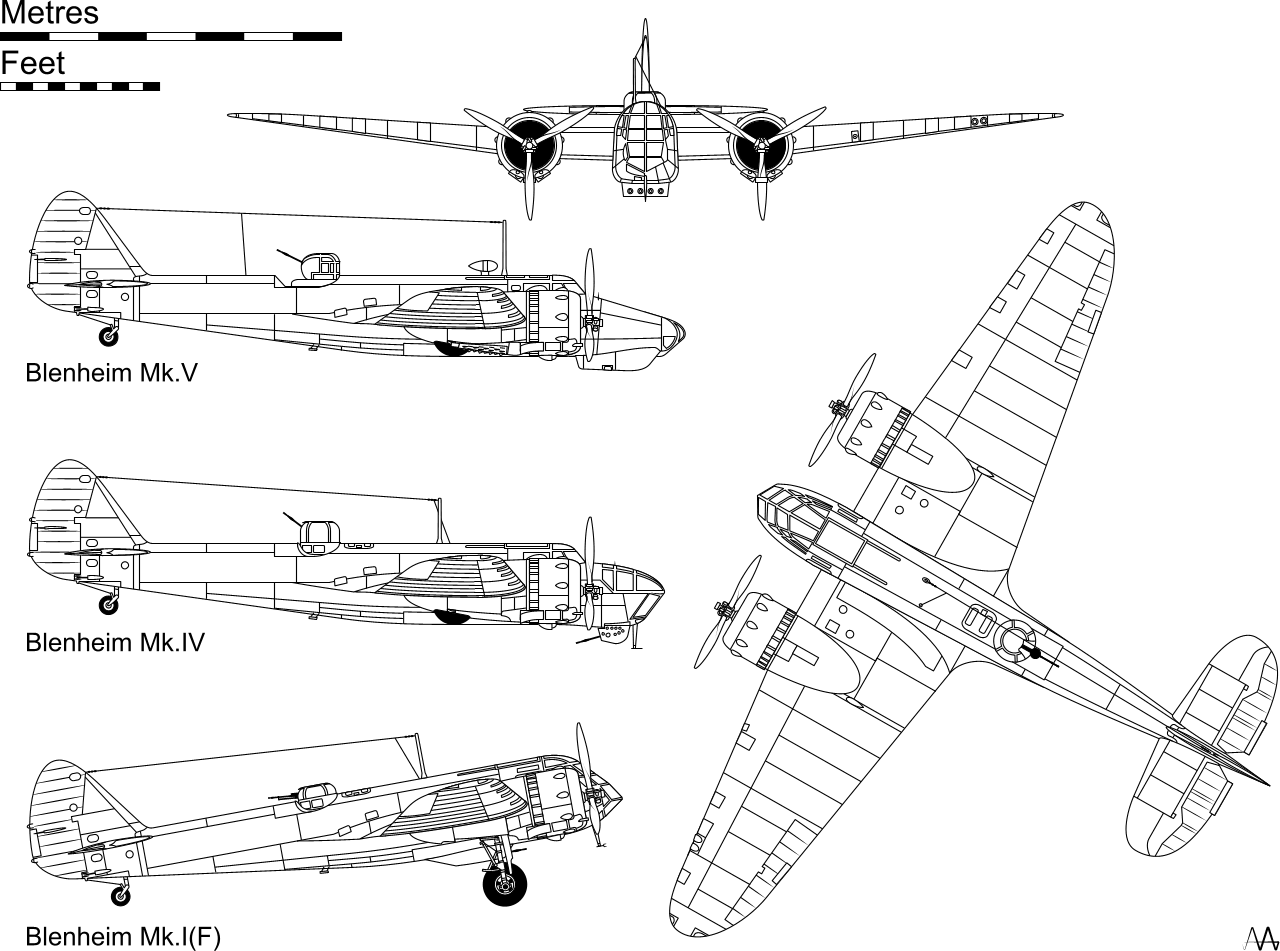
三面図

- エンジン: ブリストル マーキュリー Mk. 8 空冷9気筒 離昇出力 840馬力×2
- 最大速度: 418 km/h
- 航続距離: 1810 km
- 武装
  - 7.7 mm 機関銃 × 2
  - 爆弾 454 kg

### Mk. IV
透明風防で覆われた機首が延長され、右側に航法士兼爆撃手が搭乗。左側上部は操縦席からの視界確保のため、えぐれたような形状になっている。エンジンをより出力の高いブリストル マーキュリー 15に換装し、主翼内に燃料タンクを増設した。また武装もMk. Iに比べて強化された。
- 乗員: 3名
- 全幅: 17.17 m
- 全長: 12.98 m
- 全高: 2.99m
- 機体重量: 5670 kg

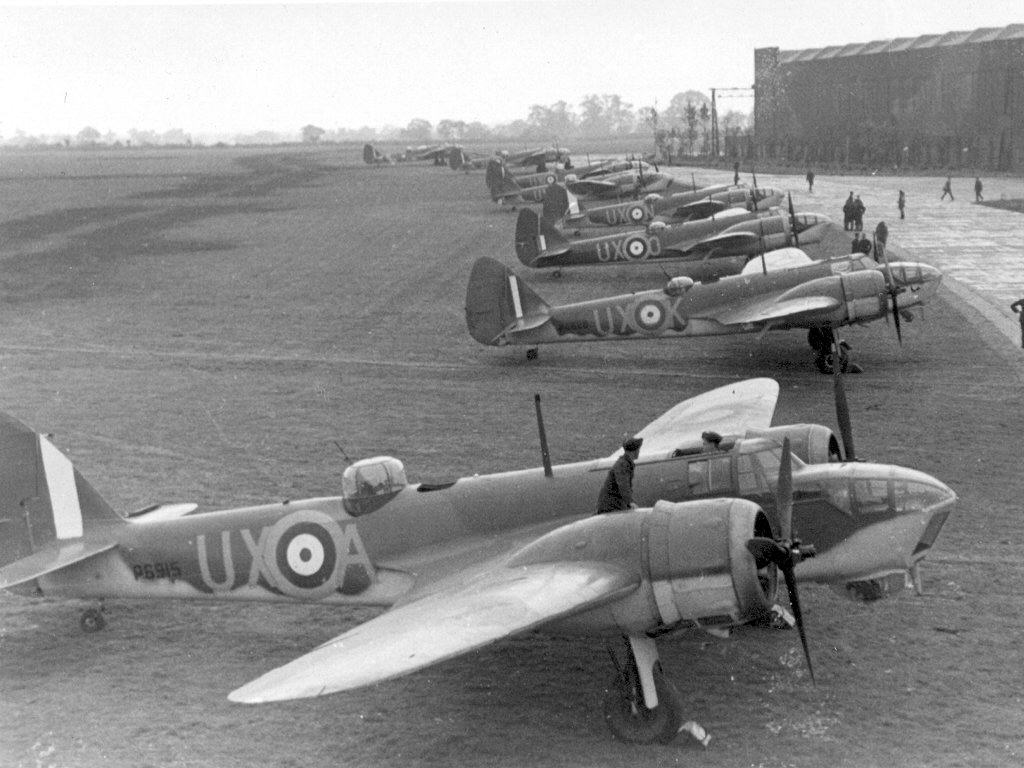
駐機中のブレニム Mk IV

- エンジン: ブリストル マーキュリー Mk. 15 空冷9気筒 離昇出力 995馬力×2
- 最大速度: 428 km/h
- 航続距離: 2350 km
- 武装
  - 7.7 mm 機関銃 × 5
  - 爆弾 600 kg

### Mk. V
Mk. IVの後方火力を強化した型。しかし、エンジンの出力が低い物に換装された上機体重量が増加したため、性能はMk. IVより悪くなってしまった。主にアフリカ戦線で使用されたが、短期間で退役した。
- 乗員: 3名
- 全幅: 17.17 m
- 全長: 13.4 m
- 全高: 3.9m
- 機体重量: 5700 kg
- エンジン: ブリストル マーキュリー Mk. 30 空冷9気筒 離昇出力 840馬力×2
- 最大速度: 406 km/h
- 航続距離: 2380 km
- 武装
  - 7.7 mm 機関銃 × 4
  - 爆弾 454 kg

## 現存する機体
- すべてを網羅しているわけではない。
- カナダにおけるフェアチャイルド（英語版）社によるライセンス機、ボーリングブロークはこちら

| 型名   | 番号           | 機体写真   | 所在地                      | 所有者                           | 公開状況 | 状態     | 備考                                               |
| ------ | -------------- | ---------- | --------------------------- | -------------------------------- | -------- | -------- | -------------------------------------------------- |
| Mk.I   | BL-180         | 胴体部写真 | フィンランド ユヴァスキュラ | フィンランド空軍博物館           | 公開     | 静態展示 | 胴体部とエンジン周辺が残骸の状態で保管されている。 |
| Mk.IVF | L9044 R2/22140 |            | ギリシャ アテネ             | ギリシャ空軍博物館               | 公開     | 静態展示 |                                                    |
| Mk.IV  | N3621          |            | イギリス リンカーンシャー州 | リンカーンシャー航空遺産センター | 公開     | 静態展示 |                                                    |
| Mk.IV  | BL-200         |            | フィンランド ユヴァスキュラ | フィンランド空軍博物館           | 公開     | 静態展示 |                                                    |

## 登場作品

### ゲーム
『battlefield V 』
プレイヤーが操作できる航空機として登場
『鋼鉄の咆哮 ウォーシップコマンダー』
イギリス型の航空機として登場。
『紺碧の艦隊2 ADVANCE』
イギリスの航空機として登場。